# Franklin Távora
João Franklin da Silveira Távora (13 janvier 1842 - 18 août 1888) était un romancier, journaliste, homme politique, avocat et dramaturge brésilien, célèbre pour son roman régionaliste O Cabeleira, situé dans le Pernambuco du XVIIIe siècle. Il écrivit sous les noms de plume Semprônio et Farisvest.
Il est le patron de la 14e chaire de l'Académie brésilienne des lettres.

## La vie
João Franklin da Silveira Távora est né dans la ville de Baturité, Ceará, de Camilo Henrique da Silveira Távora et Maria de Santana da Silveira. Il a fait ses études primaires à Fortaleza. Il a déménagé avec ses parents à Pernambuco en 1854, entrant à l'université en droit à Recife, et obtenant son diplôme en 1863. En 1874, il s'installe à Rio de Janeiro, écrivant pour les revues A Consciência Livre et A Verdade.
Avec Nicolau Midosi, il fonda la Revista Brasileira, qui dura de 1879 à 1881. Il mena des débats sur le romantisme idéaliste de José Martiniano de Alencar. Il a également fondé l'Associação dos Homens de Letras et a été membre de l'Institut historique et géographique brésilien.

## Travaux
- Trindade Maldita (1861 )
- Os Índios do Jaguaribe (1862)
- Um Mistério de Família (1862)
- A Casa de Palha (1866)
- Um Casamento no Arrabalde (1869)
- Três Lágrimas (1870)
- Cartas de Semprônio a Cincinato (1871)
- O Cabeleira (1876)
- Ô Matuto (1878)
- Lourenço (1878)
- Lendas e Tradições do Norte ( 1878)
- O Sacrifício (1879)